# کونگاهامولا
کونگاهامولا (به لاتین: Kongahamulla) یک منطقهٔ مسکونی در سری‌لانکا است که در استان مرکزی (سری‌لانکا) واقع شده‌است.